# Солоницына, Лариса Оттовна
Лари́са О́ттовна Солони́цына (род. 31 марта 1968 года) — киновед. Первый заместитель Председателя Союза кинематографистов России с марта 2020 года. Директор Музея кино (1 июля 2014 — август 2022). Член Союза кинематографистов РФ, член Гильдии организаторов производства. Заслуженный работник культуры Российской Федерации (2025).

## Биография
Лариса Оттовна Солоницына родилась в 1968 году в Свердловске в семье искусствоведа Ларисы Семёновны Солоницыной и актёра Анатолия Солоницына. В 1985 году окончила среднюю школу в Ленинграде, а в 1993 году — киноведческий факультет ВГИК имени С. А. Герасимова (мастерская М. П. Власова и А. Н. Медведева).
Трудовая деятельность Ларисы Солоницыной началась в 1986 году в Ленинградском кинообъединении «Прибой», где она работала администратором кинотеатра «Прибой» и методистом кинотеатра «Волна».
Получив киноведческое образование в Москве, в 1993—1994 годах Лариса Солоницына сотрудничала с журналом «Искусство кино» в качестве внештатного автора.
С 1994 по 2000 год работала на международном кинофестивале «Золотой Витязь» редактором, позже — руководителем кинопрограмм, последние два года — директором.
С 2000 по 2001 год Лариса являлась художественным руководителем московской детской анимационной студии «КиТенок», после чего вернулась к административной деятельности в качестве директора кинотеатра «Америка-Синема» в гостинице «Radisson Славянская» (сентябрь 2001 — май 2005).
В декабре 2005 года Лариса Солоницына возобновила сотрудничество со СМИ в должности заместителя шеф-редактора ежемесячного журнала «ProКино» (издательский дом «Новые известия»). Затем, с октября 2006 года по ноябрь 2008-го работала редактором и директором авторского отдела кинокомпании «Профит» Игоря Толстунова.
С апреля 2009 по март 2020 года работала главным редактором официальной газеты Союза кинематографистов России «СК-Новости». С июля 2014 года по июль 2022 года — директор Музея кино.

## Признание и награды
- 2025 — Заслуженный работник культуры Российской Федерации (10 февраля 2025 года) — за вклад в развитие отечественной культуры и искусства, многолетнюю плодотворную деятельность[4].
- 2018 — Благодарность Президента Российской Федерации (25 сентября 2018 года) — за заслуги в развитии отечественной культуры и искусства[5]
- 2013 — Почётная грамота Министерства культуры РФ «за вклад в развитие отечественной кинематографии, многолетнюю плодотворную работу»
- 2006 — Диплом за вклад в развитие кинофорума «Золотой Витязь»